# Tragédia no show do RBD em 2006
Durante uma tarde de autógrafos do grupo pop mexicano RBD em São Paulo em 4 de fevereiro de 2006, promovida pelo supermercado Extra, três pessoas morreram pisoteadas.

## O caso
Em 2 de fevereiro de 2006, o grupo pop mexicano RBD desembarcou no Brasil pela primeira vez para promover o primeiro álbum de estúdio, Rebelde (2004), e sua versão em português, Rebelde (Edição Brasil) (2005), que eram vendidos na rede de supermercado na época. Na manhã de 4 de fevereiro, o supermercado Extra, realizou um evento onde os integrantes do grupo interpretariam algumas canções em um palco no estacionamento do local. Sem estrutura apropriada para receber as milhares de pessoas que estavam no local, e com somente quase 3 seguranças, um alambrado acabou cedendo e várias pessoas foram pisoteadas. Jennifer Chaves, de 11 anos, Fernanda Silva Pessoa, de 13 anos e Claudia Oliveira Sousa, de 38 anos, morreram, e outras quarenta ficaram feridas.
O RBD visitava o Brasil pela primeira vez, desde que a novela Rebelde (2004–06) havia estreado no SBT em agosto de 2005. Em poucos meses, a novela virou fenômeno e o grupo já estava chegando na marca de 1 milhão de álbuns vendidos.

## Vítimas
- Jennifer Chaves, 11 anos
- Fernanda Silva Pessoa, 13 anos
- Claudia Oliveira Sousa, 38 anos

## Compromissos da banda
No dia seguinte à tragédia, o RBD teve sua participação cancelada no programa Domingo Legal, do SBT, porém por questões contratuais, tiveram que realizar uma sessão de fotos. As fotos posteriormente seriam usadas para a versão em português do segundo álbum do grupo, Nuestro Amor (2005), que ainda seria lançado nos meses seguintes no Brasil. Outras fotos foram para promocionar os discos de ouro e platina conquistados no país pelos álbuns Rebelde, Rebelde (Edição Brasil) e o ao vivo Tour Generación RBD En Vivo (2005).

## Reação dos integrantes
Em uma reportagem no dia seguinte do ocorrido no Programa do Ratinho, os integrantes se manifestaram: “Estamos tristes pelo que aconteceu. Iríamos cantar quatro canções, terminamos de cantar a primeira e quando estávamos cantando a segunda, nos tiraram de lá”, disse Christopher von Uckermann. “Viemos com todo o amor, com a intenção de entretê-los. Estamos muito tristes, muito impressionados com isso”, chorando comentou Anahí. "Queremos dar os pêsames para as famílias. É uma tristeza muito profunda”, completou Alfonso Herrera.
Em 2023, o cantor e ex-integrante Alfonso Herrera concedeu uma entrevista ao jornal El País e revelou que “até hoje ainda tenho um pouco de medo quando vou a um lugar onde tem muita gente. Estávamos sozinhos e nos apoiamos porque não tínhamos apoio psicológico para lidar com essa situação. Foi muito difícil (...) anos depois voltamos ao Brasil, reencontramos os familiares e eu conheci o pai de uma das meninas que perdeu a vida. Aquele acontecimento me marcou de uma forma muito profunda e por mais que eu tente dar a volta por cima, ela [a tragédia] ainda está lá”.

## Encerramento do caso
O inquérito policial concluído em setembro de 2006 pelo delegado Roberto da Silva Moreno, do 102º Distrito Policial (Socorro), que não apontou responsáveis pelas três mortes. Foram indiciados por homicídio culposo (sem intenção), três funcionários da rede de hipermercados: o diretor comercial de bazar, Jean Evangelista Gonçalves, o coordenador de gestão comercial, José Lúcio de Moura, e o assistente Ricardo Ferreira Neves.

## Reação do público
No mesmo dia da tragédia, algumas pessoas criaram uma página na extinta rede social Orkut: "Vale a pena morrer por RBD?", que lá provavelmente debatiam sobre a irresponsabilidade dos responsáveis pelo show e coisas assim.